# Gliese 156
Gliese 156 is een oranje dwerg met een spectraalklasse van K5V. De ster bevindt zich 51,11 lichtjaar van de zon.